# Antinephele
Antinephele é um gênero de mariposa pertencente à família Bombycidae.